# 雪莉·歐特麗
雪莉·歐特麗（英語：Cheri Oteri，1962年9月19日—），美国喜劇女演員。

## 私人生活
Oteri出生於賓夕法尼亞州Upper Darby的Cheryl Ann Oteri。她的父亲Gaetano Thomas Oteri曾創立並擔任音樂出版公司Of Music的首席執行官。她擁有意大利血統。她与三個兄弟姐妹Denise、Brian和Tommy Jr一起長大。